# Bruceloza
Brucelóza je vročinska, navadno endemična bolezen človeka ali živali, ki jo povzročajo brucele (rod bakterij, s številnimi vrstami in biotipi).  V akutni obliki povzroči nenadni pojav povišane telesne temperature, utrujenost, glavobol, bolečine v sklepih, po trebuhu in vsem telesu ter izgubo telesne teže. Lahko traja dneve, mesece ali celo leta, če ni ustrezno zdravljena. Zdravi se z antibiotiki.
Bolezen imenujejo tudi malteška mrzlica ali ovčja bolezen, če je povzročitelj brucela vrste B. melitensis.

## Povzročitelj
Povzročitelj bruceloze so bakterije iz rodu brucel. Gre za gramnegativne kokobacile z značilno počasno presnovo in fakultativnim znotrajceličnim parazitizmom. Preživijo v monocitih in makrofagih. Pri človeku lahko okužbo povzročijo B. melitensis, B. suis, B. abortus in B. canis.

## Prenos
Bruceloza je zoonoza. Rezervoar predstavljajo mnoge domače živali, npr. koze, svinje, govedo, psi. Vstopna mesta za okužbo so sluznice (npr. sluznice ustne votline, nosno-žrelnega prostora, očesna veznica) in poškodovana koža. Človek se najpogosteje okuži z neposrednim stikom z okuženo živaljo ali njenimi telesnimi izločki oziroma z zaužitjem kontaminirane hrane (npr. nepasteriziranih mlečnih izdelkov, toplotno slabo obdelanega mesa). Prenos iz človeka na človeka je izjemno redek, je pa opisan tudi prenos bolezni z okužene matere preko dojenja na dojenčka. Okužbo lahko povzroči tudi vdihovanje bakterij; tveganje za tak način prenosa okužbe je večje zlasti v laboratorijih, v katerih delajo s povzročitelji. Inkubacijska doba je različna in je običajno težko določljiva. Traja 5 do 60 dni, lahko tudi več mesecev.

## Znaki in simptomi
Akutna okužba se lahko pokaže z gripi podobnimi simptomi, lahko se pojavijo tudi:
- bolečine v trebuhu, hrbtu, sklepih
- mrzlica
- prekomerno potenje
- utrujenost
- glavobol
- izguba teka
- izguba telesne teže
- splošna slabotnost
- valujoča vročina, ki pogosto poraste zlasti v popoldanskem času
- bolečine v mišicah
- bezgavke

Če bolezen ni ustrezno zdravljena, lahko preide v kronično obliko ter traja tudi več let.

## Zdravljenje
Zdravljenje temelji na lajšanju simptomov in antibiotični terapiji. Antibiotično zdravljenje traja več tednov in simptomi lahko v določeni meri vztrajajo več mesecev.